# 꿀빵
꿀빵은 경상남도 통영시와 진주시의 특산물로 6.25전쟁 이후 만들어낸 전통 빵으로 팥이 들어간 유명 간식거리인 경주 황남빵, 안흥 찐빵, 천안 호두과자들과 견주는 빵이다.

## 역사와 개요
꿀빵은 1959년 통영 새터시장(현 서호시장)에서 1939년생 김옥지새댁이 도넛에 꿀을발라 판매하며 시작된 빵이다. 6.25 전쟁 이후 1960년대초 통영의 따뜻한 기후에도 상하지 않고 오래두고 먹을 수 있게 만든 뱃사람들의 간식이었다. 전통방식의 꿀빵은 앙금이 크게달지않고 겉에만 꿀칠이 되어있는 도넛형태로끈적해서 손에 묻는 특징이 있다. 꿀빵은 천안시의 호두과자만큼 유명하고 흔하기 때문에 저마다 '원조'라고 내세우는 매장들이 통영시에 즐비하고 있다.

## 만드는 법
꿀빵은 밀가루를 반죽한 뒤 속을 팥앙금으로 채우고 기름에 튀긴다.

## 갤러리

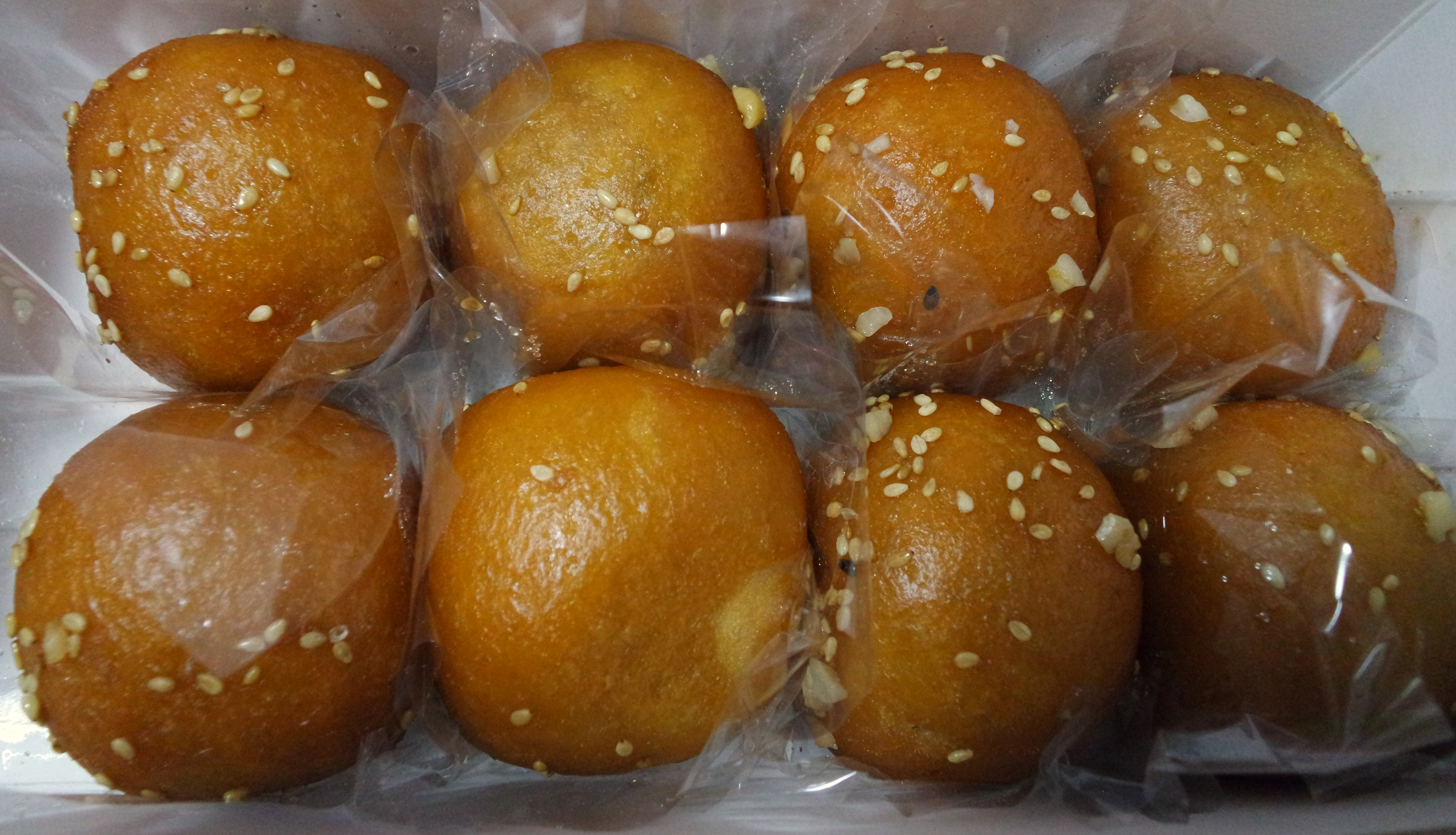
꿀빵
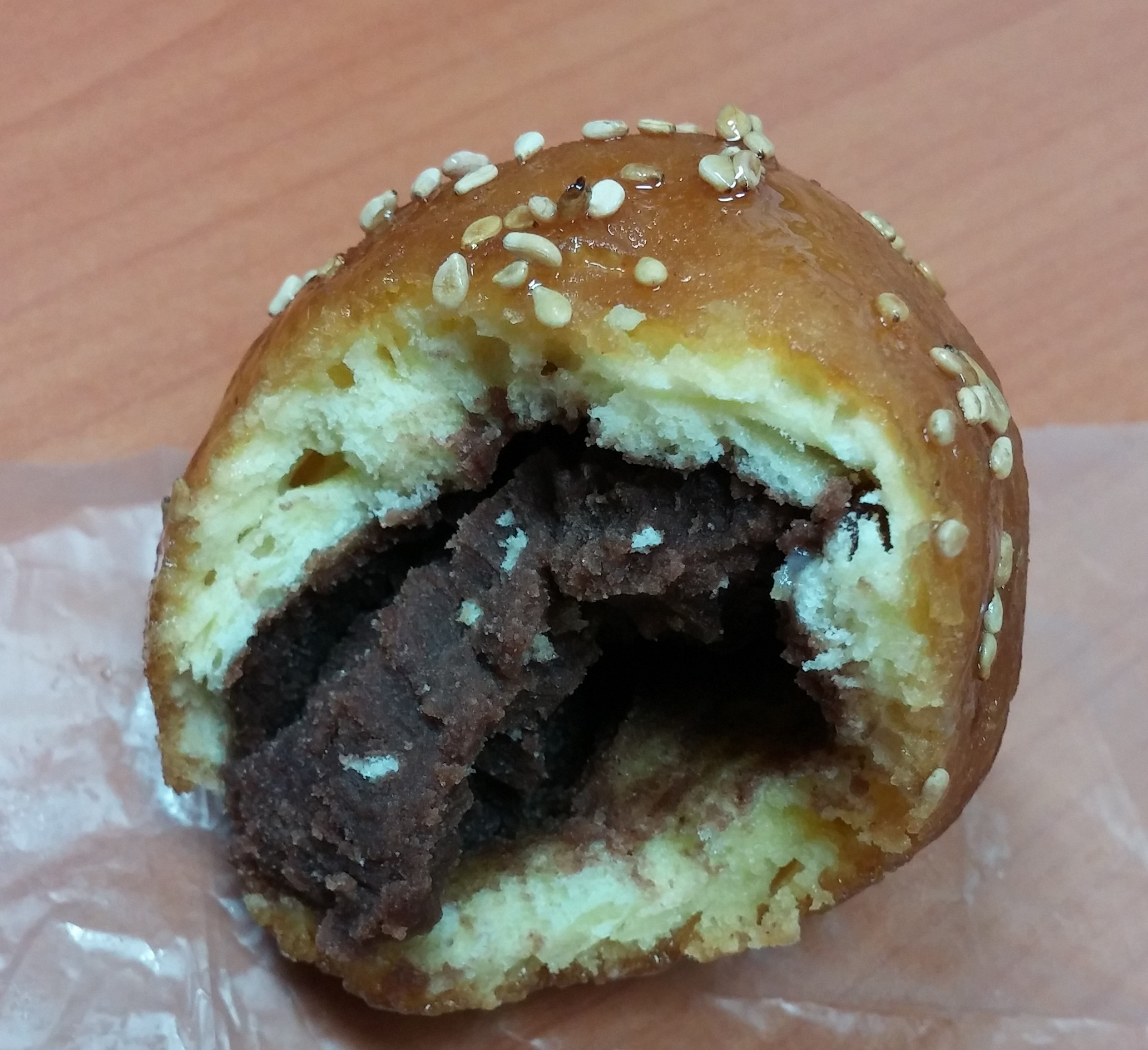
팥앙금으로 채워진 꿀빵